# Святилище Игнатия Лойолы
Святилище Святого Игнатия Лойолы (баск. Loiolako Santutegia, исп. Santuario y basílica de San Ignacio de Loyola) — барочный храмовый комплекс в городе Аспейтиа (Страна Басков), построенный в XVII—XVIII веках на месте рождения св. Игнатия Лойолы, основателя ордена иезуитов. Особняк, в котором св. Игнатий испытал «просветление», полностью встроен в базилику; его личная комната обращена в капеллу.
Дом Лойолы оставался собственностью его семьи до 1682 года, когда по требованию королевы Марианны семья была вынуждена уступить право владения поместьем иезуитам. Проект базилики разработал итальянский архитектор Карло Фонтана. Строительные работы были в основном завершены в 1708 году, однако освящение базилики состоялось лишь 30 лет спустя.
В 1767 году, когда строительство северного крыла церковного комплекса было в самом разгаре, испанская корона изгнала иезуитов из страны. В течение XIX века владение святилищем пять раз переходило от светских властей к духовным. Иезуиты смогли закончить постройку 150-метрового фасада лишь к 1888 году. В настоящее время при базилике работают духовный центр, обширная библиотека, радиостанция и богадельня.